# Fórum de Augusto
Fórum de Augusto é um dos fóruns imperiais de Roma, construído pelo imperador Augusto. Ainda incompleto, foi inaugurado em 2 a.C., 40 anos depois de Augusto ter jurado construí-lo. Entre outros edifícios, o fórum inclui o Templo de Marte Vingador (em latim: Mars Ultor).

## História

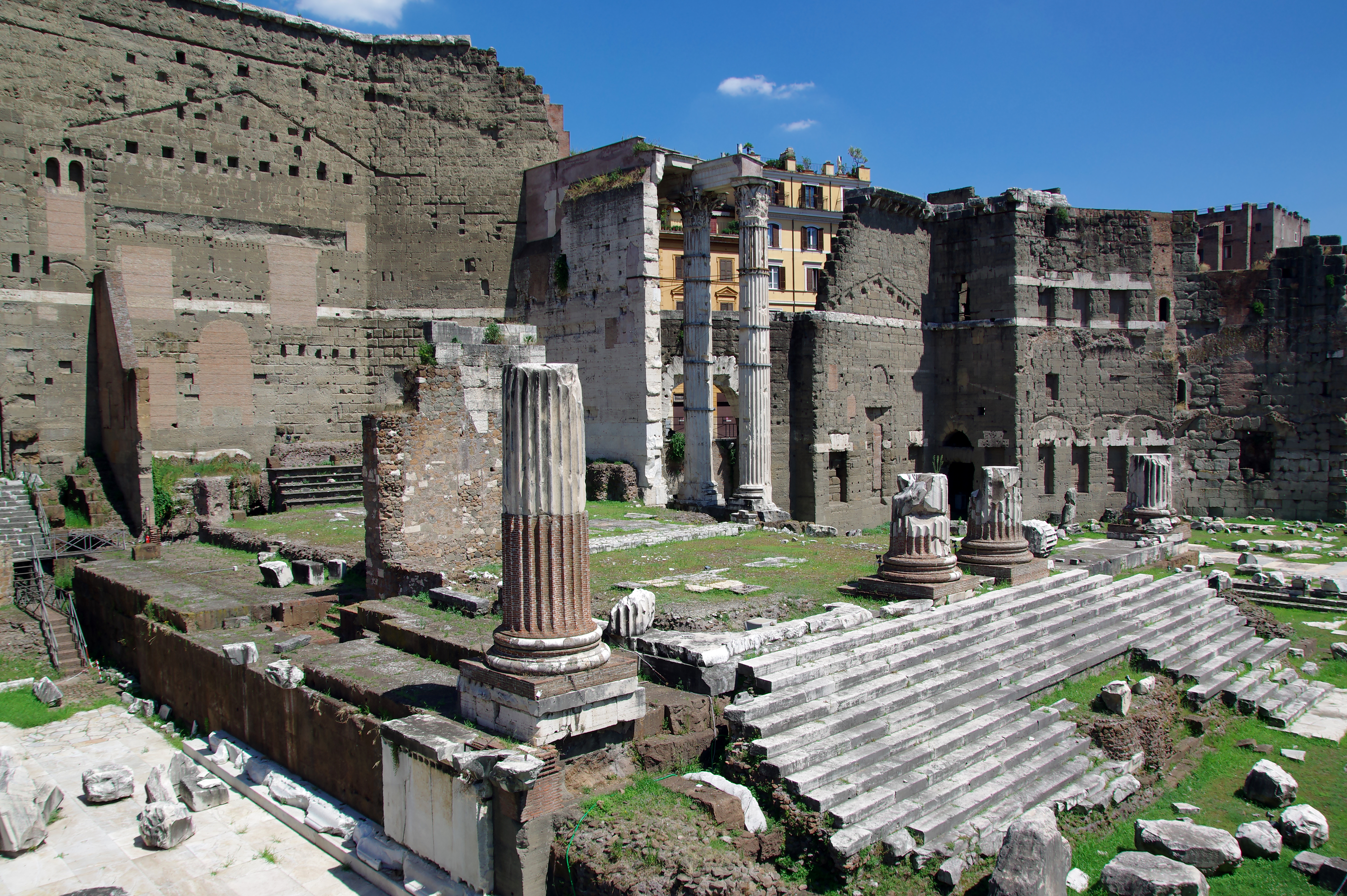
Vista atual do Templo de Marte Vingador na mesma posição da reconstituição acima.

O triúnviro Otaviano (Augusto) jurou construir um templo dedicado a Marte, o deus romano da guerra, durante a Batalha de Filipos em 42 a.C. Depois de vencer a batalha, com a ajuda de Marco Antônio e Lépido, Otaviano vingou o assassinato de Júlio César, seu pai adotivo. Otaviano se tornou príncipe em 27 a.C. sob o nome de Augusto e planejou a construção de um templo num novo fórum que levaria seu nome. Augusto manipulou habilmente a propaganda estatal romana ao afirmar que estava dando sequência ao desejo de Júlio César de construir um templo dedicado a Marte Vingador "maior que já existiu". Dessa forma, ele ligou seu próprio destino ao de seu pai adotivo aproveitando-se da forte ligação afetiva entre povo romano e o falecido ditador.
O espaço que seria utilizado para construir o fórum já era propriedade de Augusto. Porém, os primeiros planos indicavam a necessidade de um espaço maior e, para fazer com que o projeto coubesse ali, eles foram ligeiramente alterados. O resultado foi que uma assimetria é aparente, especialmente no canto oriental. Segundo Suetônio, Augusto não quis confiscar as casas dos moradores das vizinhanças à força. Mais uma vez, esta "boa-ação" provavelmente foi mais um artifício de Augusto para ganhar popularidade e, ao mesmo tempo, economizar dinheiro. Durante o processo de construção, diversos contratempos atrasaram a conclusão da obra e o fórum, ainda incompleto, foi inaugurado quarenta anos depois de ter sido jurado, em 2 a.C. Em 19 d.C., o imperador Tibério acrescentou dois arcos triunfais em ambos lados do templo em homenagem a Druso, o Jovem, e Germânico por suas vitórias na Panônia e na Germânia.
Coma a inauguração do Fórum de Trajano em 112, o número de inscrições encontradas no Fórum de Augusto diminuiu muito, o que sugere que muitas de suas funções foram transferidas para o novo fórum. Ainda assim, Adriano reformou o local durante seu reinado (r. 117-138). A utilização educacional e cultural das êxedras foram relatadas na Antiguidade Tardia, a última menção em 395. Escavações arqueológicas confirmam a demolição sistemática das estruturas na primeira metade do século VI, provavelmente depois de ele ter sido muito danificado por um terremoto ou durante um dos muitos conflitos enfrentados por Roma depois da queda do Império Romano do Ocidente. O Fórum de Augusto estava entre os primeiros grandes edifícios públicos de Roma a desaparecerem, o que também explica o motivo de a memória de seu nome original ter se perdido tão rapidamente. No século IX, monges basilianos se estabeleceram sobre o pódio do antigo templo de Marte, já arruinado.

## Utilização
O Fórum de Augusto foi construído tanto para abrigar o Templo de Marte Vingador quanto para prover espaço para diversas funções legais do Império, pois o Fórum Romano já estava completamente lotado. Antes de batalhas importantes, generais romanos partiam de Roma a partir do Templo de Marte depois de uma cerimônia religiosa. Era ali também que ocorriam diversas outras importantes cerimônias romanas, incluindo a recepção da toga viril pelos jovens romanos. O Senado Romano se reunia no templo para discutir assuntos de guerra e os generais vitoriosos dedicavam os espólios de seus triunfos a Marte no altar do templo; armas e itens mais valiosos capturados dos inimigos eram armazenados ali. Além disto, Augusto utilizou o Templo de Marte para armazenar os estandartes capturados pelos partas depois da fracassada campanha de Crasso (53 a.C.) e devolvidos a Augusto diplomaticamente em 20 a.C., como revelado na estátua conhecida como Augusto de Prima Porta. Três outros estandartes foram perdidos em 9 d.C. — da Legio XVII, Legio XVIII e Legio XIX — no desastre da floresta de Teutoburgo e depois foram recuperados: um deles com os mársios (14), outro com os brúcteros (15) e o terceiro com os caúcos (41). Os três foram colocados no Templo de Marte Vingador.

## Materiais
O fórum em si foi construído em cantaria de tufo peperino com mármore de Carrara. Sua construção também incluía colunatas de giallo antigo da Numídia com um segundo andar de colunatas de africano e povanzzetto. Notavelmente, estes materiais vinham de todas as partes do Império e apenas as paredes externas eram de pedras romanas locais. Para além do efeito visual da composição diversas pedras de cores diferentes, isto simbolizava também o poderio romano, capaz de trazer para sua capital materiais exóticos de muitas nações diferentes.

## Estátuas
O Fórum de Augusto estava repleto de estátuas de vários estilos diferentes. Mais notáveis eram as do próprio Augusto em trajes militares, no centro, e a de Marte e Vênus, no templo. No total, havia 108 estátuas de pessoas com inscrições testemunhando seus feitos (chamadas de "elegia"), o que permitia que o visitante tivesse uma ideia de como Augusto enxergava seu próprio papel na história militar romana. Além das estátuas de todos os generais romanos agraciados com um triunfo, em bronze ou mármore e localizadas ao longo da lateral esquerda do fórum e nas êxedras à esquerda, todo o lado direito (e suas êxedras) estava ocupado por estátuas de corpo inteiro dos mais importantes homens da dinastia júlio-claudiana. Elas traçavam a linhagem de Augusto passando pelos míticos quatorze reis albanos e chegando até Eneias e Rômulo. Estas imagens reforçavam tanto a importância da linhagem em si para os romanos quanto a notoriedade da linhagem de Augusto. Ao se colocar entre grandes figuras e heróis de Roma, Augusto também se auto-engrandecia como líder e como general. O texto da Res Gestae Divi Augusti, uma lista dos grandes feitos de Augusto, era um paralelo direto às elegias no fórum.
As estátuas também serviam como um excelente racional para que Augusto alegasse a continuidade de seu governo em relação à República Romana. Não apenas os grandes homens do passado romano estavam sendo homenageados, mas também o próprio Augusto estava reafirmando-se como herdeiro destes homens, de sangue ou de espírito.
Outras estátuas incluíam uma Atena Alea de marfim, esculpida por Endeu, que Augusto confiscou de seu templo em Tégea, na Grécia.

## Planimetria
| Planimetria dos fóruns imperiais de Roma |
| --- |
| Pórtico Curvo Pórtico Purpúreo Secretaria do Senado Plano de Mármore Templo da Via Sacra Biblioteca Vico Cúprio Arco de Trajano Arco de Druso Arco de Gêrmanico Pórtico Absidado Quadriga Estátua equestre Fórum de Trajano Mercado de Trajano Biblioteca Úlpia Coluna de Trajano Basílica Úlpia Basílica Argentária Templo de Marte Vingador Templo de Minerva Templo da Paz Fórum de César Templo da Vênus Genetrix Átrio da Liberdade Estátua equestre Fórum Romano Cúria Júlia Basílica Emília Subura Fórum de Nerva Fórum de Augusto Fórum da Paz |